# Rethel Mountain
Rethel Mountain är ett berg i Kanada.   Det ligger i provinsen British Columbia, i den sydvästra delen av landet, 3 500 km väster om huvudstaden Ottawa. Toppen på Rethel Mountain är 2 137 meter över havet.
Terrängen runt Rethel Mountain är mycket bergig. Närmaste större samhälle är Whistler, 11,3 km väster om Rethel Mountain. 
Trakten runt Rethel Mountain är permanent täckt av is och snö. Trakten runt Rethel Mountain är nära nog obefolkad, med mindre än två invånare per kvadratkilometer.